# Aja

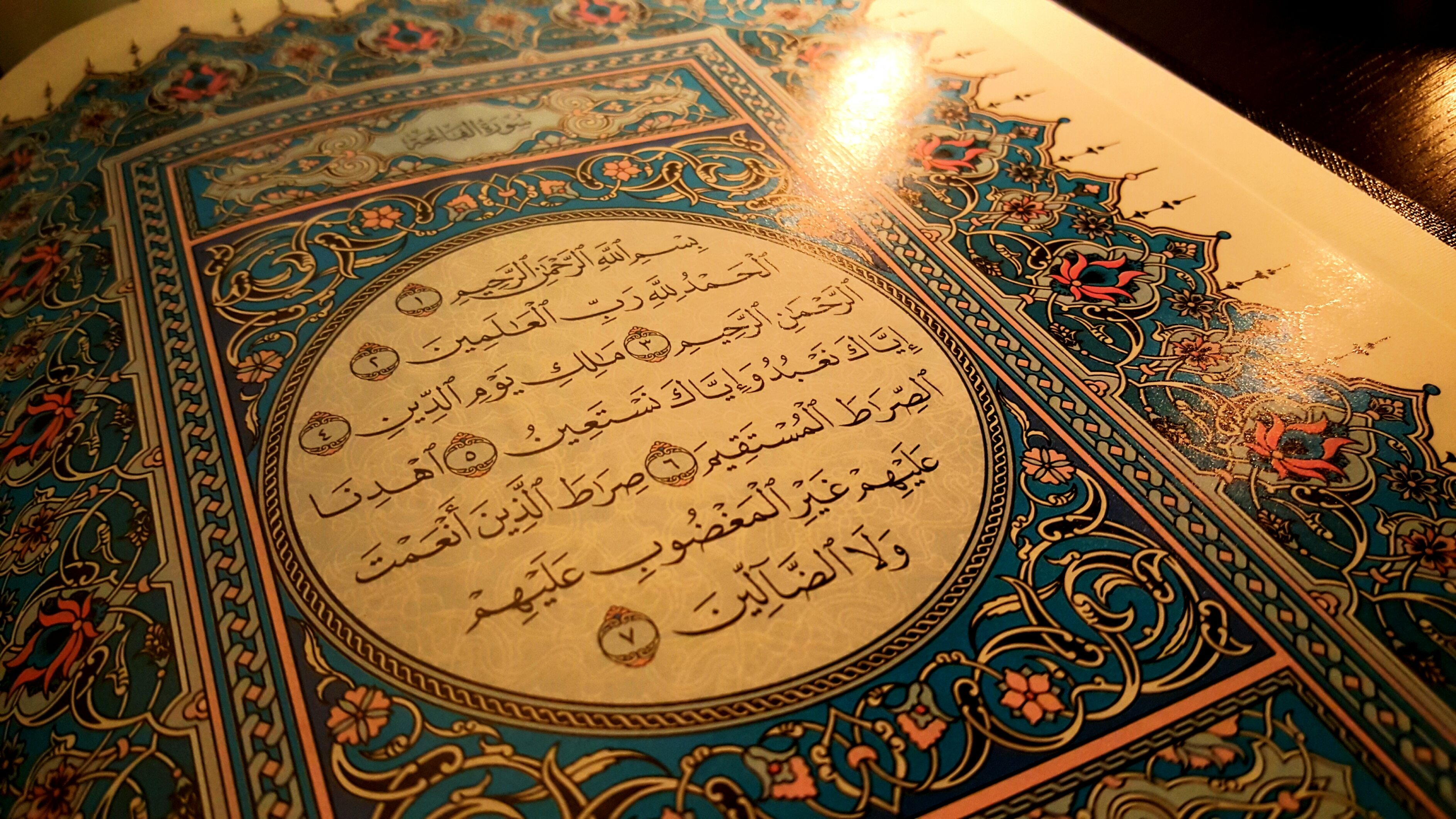
Sura Al-Fatiha (Otwierająca) składająca się z siedmiu aj. Poszczególne aje są oddzielone numerami zapisanymi w piśmie arabskim.

Aja (آية), l.mn. ajaty (آيات) – arabskie słowo na „znak” lub „cud”. W islamie zazwyczaj używa się go w odniesieniu do 6236 wersetów Koranu, jako że muzułmanie uważają każdy z nich za znak od Allaha.
Podstawowy podział Koranu wyróżnia 114 sur, które z kolei dzielą się na ajaty, których jest łącznie 6204-6236 (w zależności od sposobu liczenia). 